# Everest: Oltre il limite
Everest: Oltre il limite (titolo originale: Everest: Beyond the limit) era un reality show statunitense andato in onda a puntate da Discovery Channel dal 2006 al 2009. La trasmissione racconta l'avventura di un gruppo di scalatori amatoriali provenienti da tutto il mondo che tenta la scalata all'Everest sotto la supervisione dell'esperta guida Russell Brice.